# فتاة ميلر
فتاة ميلر (بالإنجليزية: Miller's Girl) هو فيلم دراما وكوميديا سوداء أمريكي من تأليف وإخراج جاد هالي بارتليت. وبطولة جينا أورتيغا ومارتن فريمان.

## القصة
يؤدي واجب الكتابة الإبداعية إلى علاقة معقدة بين أستاذ جامعي وطالبه موهوبة.

## الممثلون
- جينا أورتيغا بدور الطالبة كايرو سويت
- مارتن فريمان بدور الأستاذ جوناثان ميلر
- غيديون أدلون بدور ويني
- بشير صلاح الدين بدور بوريس فيلمور
- داغمارا دومنزيك بدور بياتريس
- كريستين آدامز بدور جويس مانور

## روابط خارجية
- فتاة ميلر على موقع IMDb (الإنجليزية)
- فتاة ميلر على موقع ميتاكريتيك (الإنجليزية)
- فتاة ميلر على موقع روتن توميتوز (الإنجليزية)
- فتاة ميلر على موقع ألو سيني (الفرنسية)
- فتاة ميلر على موقع فيلمافينيتي (الإسبانية)
- فتاة ميلر على موقع قاعدة بيانات الفيلم (الإنجليزية)
- فتاة ميلر على موقع ليتربوكسد (الإنجليزية)